# Aulacomerus ecuadoriensis
Aulacomerus ecuadoriensis – gatunek błonkówki z rodziny Pergidae.

## Taksonomia
Gatunek ten został opisany w 1919 przez Günthera Enderleina pod nazwą Loboceras ecuadoriensis. Jako miejsce typowe podano ekwadorskie miasto Bucay. Holotyp (samica) prawdopodobnie zaginął, wg. autora opisu gatunku znajdował się on w Stettiner Zoologisches Museum w Szczecinie. W 1990 David Smith przeniósł go do rodzaju Aulacomerus.

## Zasięg występowania
Ameryka Południowa, znany jedynie z Ekwadoru.